# Асановський аграрно-технічний технікум
Аса́новський агра́рно-техні́чний те́хнікум — вищий навчальний заклад середньої спеціальної освіти в Росії. Знаходиться в селі Асановський совхоз-технікум в Алнаському районі Удмуртії, назва якого і вказує на утворення поселення спеціального призначення.

## Історія

### Земська навчальна ферма
Технікум був заснований 15 вересня 1897 року як Асановська земська навчальна сільськогосподарська ферма. Для заснування ферми було обране місце за 4 версти від села Асаново Єлабузького повіту на ділянці в 100 десятин, яку було викуплено земством із Алнаської лісової дачі. Ферма являла собою комплексне господарство з городом, садом, розплідником, 50 десятинами ріллі, скотарським двором, кузнею, столярною майстернею, гуртожитком та їдальнею для учнів, квартирами для завучів та вчителів. Ферма повинна була слугувати зразком для селянського господарства в лісовій частині Єлабузького, Сарапульського та Можгинського повітів В'ятської губернії. Навчальне відділення ферми готувало спеціалістів сільського господарства нижчої кваліфікації.
До навчання приймались діти селян у віці 14-18 років, які отримали початкову освіту. Щорічно навчалось 28-40 осіб. Програма трирічного курсу навчання включала російську мову, арифметику, геометрію та геодезію, креслення та малювання, географію, історію, фізику, хімію, природознавство, закон Божий, загальне та приватне землеробство, загальне та приватне тваринництво, городництво, садівництво та лісознавство, сільськогосподарську економіку та бухгалтерію, законознавство, технологію обробки дерева та металу. Проживання, харчування, користування інструментами, приладами та сільськогосподарськими машинами було безкоштовним. Найкращі учні отримували платню в розмірі 12-30 карбованців.
Перший випуск відбувся в 1900 році. Випускники вступали на земську службу як сільськогосподарські старости, викладачі земських навчальних майстерень, садівники в маєтки місцевих поміщиків, продовжували навчання в сільськогосподарських школах. На 1910 рік відділення ферми закінчило до 90 осіб. Службовці та працівники ферми активно пропагандували багатопільну сівозміну, застосування неорганічних добрив, сільськогосподарських машин, безкоштовно проводили сортування селянського зерна, поширювали молодняк швіцько-альгауської великої рогатої худоби, романівських овець. Асановська ферма стала основою майбутнього центру сільськогосподарської освіти на півдні Удмуртії.

### Нижча жіноча школа
В 1910 році ферма була перетворена в Асановську нижчу жіночу сільськогосподарську школу I розряду. Школа перейшла у відомство Міністерства землеробства та діяла в складі трьох класів. Штат школи складався з керівника, вчителів загальноосвітніх та спеціальних предметів, техніка по молочному господарстві, вчительки домогосподарства та рукоділля, конторщика та садівник-практика. Викладачі мали професійну освіту, в тому числі отриману на Стебутовських вищих сільськогосподарських жіночих курсах, техніки запрошувались із Естонії. Щорічно навчалось 40-80 учениць, частина з них утримувалась на стипендії Сарапульського повітового земства. За перші 6 років своєї діяльності було підготовлено до 50 спеціалістів по садівництву, городництву та молочному тваринництву. Школою успішно керувала Є.І.Клеменчич. В 1918 році школа перейшла у відання Губернської ради народної освіти і продовжувала готувати кадри для сільського господарства.

### Радгосп-технікум
В 1964 році сільськогосподарський технікум був перетворений на Асановський радгосп-технікум. Він готував агрономів, зоотехніків, техніків-механіків. Щорічно випускалось 180—200 спеціалістів. Радгосп-технікум розвинув велику матеріально-технічну базу: мав свій кормоцех, соціально-побутовий комплекс (будинок культури, стадіон, плавальний басейн, дитячий комбінат, типові будівлі технікуму, середню та музичну школи). Колектив щорічно отримував по 25-40 ц зерна та 150—200 ц картоплі з га. Нагороджений 5 разів Червоним Прапором ЦК КПРС та Ради міністрів СРСР.

## Сучасність
Штат вчителів на 2009 рік склав 41 особу. До навчання приймаються учні на базі 9 та 11 класів за такими спеціальностями:
- Земельно-майнові відносини (денна)
- Агрономія (денна)
- Механізація сільського господарства (денна, заочна)
- Зоотехнія (денна, заочна)
- Технічне обслуговування та ремонт автомобільного транспорту (денна)